# Boom de Noblesville
Le Boom de Noblesville (Noblesville Boom en anglais), sont une équipe franchisée de la NBA G League, ligue américaine mineure de basket-ball créée et dirigée par la NBA. L'équipe est domiciliée à Noblesville (Indiana). Ils jouent leur matchs à domicile dans The Arena at Innovation Mile (en). Les Mad Ants sont la première équipe de basket-ball de ligue mineure à jouer à Fort Wayne depuis la disparition du Fury de Fort Wayne (en) (Continental Basketball Association).

## Historique

Ancien logo de 2007 à 2017.

L'équipe organise un concours, « Name the Team », sur son site web où les fans peuvent voter pour l'une des quatre propositions de noms : Lightning, Fire, Coyotes et Mad Ants. Le nom gagnant de Mad Ants est annoncé le 18 juin et est un hommage à l'homonyme de la ville et du fort, le Général « Mad » Anthony Wayne.
Le 5 juillet 2007, il est annoncé que Kent Davison serait l'entraîneur de l'équipe.

### Saison 2007-2008
La franchise obtient la 4e place dans la division centrale. Des joueurs connus font partie de l'équipe, comme Sammy Mejia. Jeremy Richardson, second choix de la draft d'expansion, termine MVP du All-Star Game de D-League, inscrivant 22 points pour l'équipe bleue.

### Saison 2008-2009
Jaren Jackson prend la suite de Kent Davison à la tête de l'équipe, pour un bilan relativement similaire. Cette fois le meilleur joueur est Chris Hunter, qui tourne à 19,3 points et 9,4 rebonds. Il termine la saison aux Knicks de New York. Walker Russell bat lui un record de la ligue, avec 509 passes décisives.

### Saison 2009-2010
Nouvel exercice, et nouveau changement d'entraîneur, avec Joey Meyer (en), et un meilleur bilan, même si cela ne se voit pas au classement. Chris Hunter n'est plus dans l'effectif, ayant rejoint les Warriors de Golden State.

### Saison 2010-2011
Avec un peu de stabilité au poste d'entraîneur, les résultats suivent et la franchise équilibre presque son bilan  pour la première fois de son histoire. Walker Russell et Oliver Lafayette en sont les leaders, le premier compilant 17,7 points et 7,9 passes, le second inscrivant 16,4 points de moyenne.

### Saison 2011-2012
Même si l'équipe envoie deux joueurs au All-Star Game, la saison est compliquée, avec le pire bilan de l'histoire de l'équipe jusqu'ici. Cameron Jones relève un peu le niveau : sorti de l'université de Northern Arizona, il tourne à 14,0 points de moyenne et est nommé dans la All-Rookie First Team.

### Saison 2012-2013
Nouveau changement d'entraîneur, Duane Ticknor (en) prend les rênes de l'équipe. Si les débuts sont difficiles, la franchise termine pour la première fois avec un bilan positif. L'équipe est éliminée dès le premier tour des playoffs.
Tony Mitchell est choisi comme rookie de l'année, et comme membre de l'équipe type de D-League. Ron Howard quant à lui remporte le Jason Collier Sportsmanship Award.

### Saison 2013-2014
Avec Conner Henry comme entraîneur, les Mad Ants remportent leur premier titre de D-League. Henry est nommé entraîneur de l'année, et le président Jeff Potter exécutif de la saison.
Ron Howard, présent depuis 2007, est le joueur ayant inscrit le plus de points dans l'histoire de la ligue.

### Saison 2014-2015
Si l'année est un peu plus chaotique, Fort Wayne parvient à retourner en finale. Cependant, les perdants de l'an dernier sont les vainqueurs cette saison : les Mad Ants tombent face aux Warriors de Santa Cruz.

### Saison 2015-2016
En septembre, les Pacers annoncent avoir racheté la franchise. Les Mad Ants deviennent la 10e équipe à être possédée par une franchise NBA. 
Steve Gansey (en), déjà connu ici pour avoir été adjoint dans le passé, devient entraîneur principal. 
Contrairement aux deux années passés, les résultats ne suivent pas sur le terrain et l'équipe ne se qualifie pas pour les playoffs.

### Saison 2016-2017
Le 10e anniversaire marque le retour à un bilan positif, mais les Mad Ants ne parviennent pas à franchir le premier tour de la post-saison. 
Parmi les joueurs notables on peut citer Tyler Hansbrough, Marquis Teague ou encore Alex Poythress.

### Saison 2017-2018
La saison 2017-2018 voit Fort Wayne changer de couleurs, afin de les harmoniser avec celles de sa franchise mère. L'équipe égale sa plus longue série de victoires consécutives avec 8. Finalement le bilan en saison régulière est similaire à l'exercice précédent, pour une élimination en demi-finales de conférence.

### Saison 2018-2019
La saison 2018-2019 est plus compliquée et les playoffs ne sont pas au rendez-vous. Edmond Sumner est le joueur le plus consistant de l'effectif, inscrivant 22,1 points malgré un rating négatif.

### Saison 2019-2020
Au camp d’entraînement se retrouvent cinq prospects NBA, quatre avec une expérience dans la grande ligue, et cinq qui étaient déjà là l’an dernier. Le 23 septembre, l’ancien joueur All-Star des Mad Ants Andre Emmett est assassiné à Dallas. Lorsque les rencontres démarrent, Fort Wayne enchaîne six revers de suite. Mais peu à peu l’équipe commence à redresser la barre. Le 15 novembre tout d’abord, Stephan Hicks devient le joueur ayant pris le plus de rebonds dans l’histoire de la franchise. Début 2021, les succès arrivent et les Mad Ants remportent six rencontres sur sept. Le 1er février, les Mad Ants réalisent le plus grand retour de toute l’histoire de la ligue. Menés de 35 points en seconde mi-temps, 79 à 44, ils remontent face au Charge de Canton pour finalement l’emporter 124 à 118. Peu après, le 25 février, Stephan Hicks bat le record du nombre de trois-points inscrits dans l’histoire de la franchise, son 228e panier lointain lui permettant de passer Ramon Harris (en). En définitive, cet exercice mouvementé prend fin prématurément, lorsque la G-League décide d’annuler la fin de saison en raison de l’épidémie de Covid-19.

### Saison 2020-2021
Le 10 janvier, les Pacers décident de nommer Tom Hankins (en) à la tête de l’équipe. Après avoir longtemps entraîné au niveau universitaire, il était l’an dernier entraîneur adjoint des Pacers.

### Saison 2023-2024
Les Mad Ants déménagent à Indianapolis et se renomment Mad Ants de l'Indiana.

### Saison 2025-2026
Les Mad Ants ont déménagé d'Indianapolis à Noblesville une fois leur nouvelle arène (The Arena at Innovation Mile (en)) achevée en 2025. L'équipe a été rebaptisée Boom de Noblesville à cette époque. Le nouveau nom vient du slogan « Boom, Baby! », inventé dans les années 1970 par le regretté entraîneur et commentateur des Pacers Bobby « Slick » Leonard et identifié aux Pacers depuis.

### Logos

Logo des Mad Ants de Fort Wayne (2007-2017)
Logo des Mad Ants de Fort Wayne (2017-2023)
Logo des Mad Ants de l'Indiana (2023-2025)
Logo du Boom de Noblesville (depuis 2025)

## Résultats sportifs

### Palmarès
| Palmarès des Mad Ants de l'Indiana                                                     |
| - NBA Gatorade League - 13 participations - Champion : 1 (2014) - Finaliste : 1 (2015) |

### Saison par saison
| Mad Ants de Fort Wayne    |                           |                           |     |     |      |                                                                                    |  |
| 2007-2008                 | Centrale                  | 4e                        | 17  | 33  | .340 |                                                                                    |  |
| 2008-2009                 | Centrale                  | 5e                        | 19  | 31  | .380 |                                                                                    |  |
| 2009-2010                 | Centrale                  | 2e                        | 22  | 28  | .440 |                                                                                    |  |
| 2010-2011                 | Est                       | 5e                        | 24  | 26  | .480 |                                                                                    |  |
| 2011-2012                 | Est                       | 3e                        | 14  | 36  | .280 |                                                                                    |  |
| 2012-2013                 | Est                       | 8e                        | 27  | 23  | .540 | Premier tour                                                                       |  |
| 2013-2014                 | Est                       | 2e                        | 34  | 16  | .680 | Champion                                                                           |  |
| 2014-2015                 | Est                       | 1er                       | 28  | 22  | .560 | Finaliste                                                                          |  |
| 2015-2016                 | Centrale                  | 2e                        | 20  | 30  | .400 |                                                                                    |  |
| 2016-2017                 | Centrale                  | 5e                        | 30  | 20  | .600 | Premier tour                                                                       |  |
| Mad Ants de Fort Wayne    |                           |                           |     |     |      |                                                                                    |  |
| 2017-2018                 | Centrale                  | 1er                       | 29  | 21  | .580 | Demi-finaliste de conférence                                                       |  |
| 2018-2019                 | Centrale                  | 3e                        | 23  | 27  | .460 |                                                                                    |  |
| 2019-2020                 | Centrale                  | 4e                        | 21  | 22  | .488 |                                                                                    |  |
| 2020-2021                 |                           | 13e                       | 6   | 9   | .4   |                                                                                    |  |
| 2021-2022                 | Est                       | 9e                        | 17  | 17  | .5   |                                                                                    |  |
| 2022-2023                 | Est                       | 6e                        | 18  | 14  | .562 | Demi-finaliste de conférence                                                       |  |
| Mad Ants de l'Indiana     |                           |                           |     |     |      |                                                                                    |  |
| 2023-2024                 | Est                       | 3e                        | 21  | 13  | .618 | Quart de finale perdu (Delaware) 101–123                                           |  |
| 2024-2025                 | Est                       | 4e                        | 20  | 14  | .588 | Quart de finale remporté (Greensboro) 120–110 Demi-finale perdue (Osceola) 114–129 |  |
| Boom de Noblesville       |                           |                           |     |     |      |                                                                                    |  |
| 2025-2026                 |                           |                           |     |     |      |                                                                                    |  |
| Bilan en saison régulière | Bilan en saison régulière | Bilan en saison régulière | 390 | 402 | .492 |                                                                                    |  |
| Bilan en playoffs         | Bilan en playoffs         | Bilan en playoffs         | 12  | 10  | .545 |                                                                                    |  |

## Personnalités et joueurs du club

### Entraîneurs successifs
Le tableau suivant présente la liste des entraîneurs du club depuis 2007.
| # | Entraîneur         | Période   | Saison régulière | Saison régulière | Saison régulière | Saison régulière | Playoffs | Playoffs | Playoffs | Playoffs | Récompenses |
| # | Entraîneur         | Période   | M                | V                | D                | %                | M        | V        | D        | %        | Récompenses |
| - | ------------------ | --------- | ---------------- | ---------------- | ---------------- | ---------------- | -------- | -------- | -------- | -------- | ----------- |
| 1 | Kent Davison (en)  | 2007–2008 | 50               | 17               | 33               | .340             | -        | -        | -        | -        |             |
| 2 | Jaren Jackson      | 2008–2009 | 50               | 19               | 31               | .380             | -        | -        | -        | -        |             |
| 3 | Joey Meyer (en)    | 2009–2012 | 150              | 60               | 90               | .400             | -        | -        | -        | -        |             |
| 4 | Duane Ticknor (en) | 2012–2013 | 50               | 27               | 23               | .540             | 2        | 0        | 2        | .000     |             |
| 5 | Conner Henry       | 2013–2015 | 100              | 62               | 38               | .620             | 12       | 10       | 2        | .833     |             |
| 6 | Steve Gansey (en)  | 2015-2020 | 243              | 123              | 120              | .506             | 4        | 1        | 3        | .250     |             |
| 6 | Tom Hankins (en)   | 2020-     | -                | -                | -                | -                | -        | -        | -        | -        |             |